# Ricardo Brenes
Ricardo Brenes (geboren in David, Panama) ist ein panamaischer Musiker, Sänger und Label-Betreiber.

## Werdegang
Der panamaische Dark-Ambient-, Death-Metal- und Death-Doom-Musiker Ricardo Brenes begann 1995 als Sänger der lokal aktiven Grindcore- und Metal-Bands Corpsephagous, Dead God und Fuego Uterino damit Musik zu machen. Im Jahr 1997 debütierte er unter dem Pseudonym Lebzul mit ersten Dark-Ambient-Aufnahmen für deren Produktion er sein erstes Label Infernal World Productions initiierte. Zeitgleich begann er das Extreme-Metal-Fanzine Kero-Zine, das er später in Infernal Nation Zine umbenannte. Im Verlauf seiner Aktivität in der Metal-Szene schrieb er zeitweise Rezensionen für das Webzine Metal Temple. Mit Lebzul erschien 2001 das Split-Album … Gjennom Tåkete Skogen / The Silence Within mit Vinterriket über Neodawn Productions und I’m gleichen Jahr das Album Bloodbath in Paradise über Infernal World Productions. In der Zwischenzeit beteiligte sich Brenes an der Gründung der Gothic-Metal- und Death-Doom-Bands Spirit of the Deep Waters 2003 und Lake of Depression 2005. Zwei Jahre nach Lake of Depression folgte mit Doomslut ein Drone-Doom-Projekt. Insbesondere Lake of Depression und Doomslut entwickelten sich zu bedeutenden Bands des Funeral-Doom-Spektrums. Aufgrund dieser Gruppen nannte Stefano Cavanna in seiner Genre-Enzyklopädie Il Sunno del Dolore Bernes den „unbestrittenen Protagonisten“ des Funeral Doom in Panama.
Zum Jahr 2020 initiierte Brenes mit Jaibaná Records, sein zweites Label, das zuerst lokale Interpreten aus der Provinz Chiriquí förderte, später auch internationale Interpreten unter Vertrag nahm. Mit Jaibaná Records veröffentlichte er auch Aufnahmen der Projekte Lebzul und Spirit of the Deep Waters erneut. Im Jahr 2024 debütierte er mit dem international besetzten experimentellen Drone-Doom-Projekt Embrujo gemeinsam mit John McGovern, von unter anderem Chalice of Suffering, und „Margul Demonic“ von unter anderem Ceremonic Buryment.

## Stil
Unter dem Pseudonym Lebzul veröffentlichte Brenes Dark-Ambient-Musik. In den meisten Metal-Projekten agiert er als Sänger, Keyboarder und Gitarrist, in den zum Soloprojekt gewachsenen Projekt Doomslut auch als Multiinstrumentalist. Sein Ansatz bei Lake of Depression und Doomslut gilt als unkonventionell Verknüpfung von Elementen des Extreme Doom, vorwiegend Funeral Doom, mit solchen des Post-Industrial, die bis in gesamte Stücke des Drone Doom, Dark Ambient und Gothic Metal übergehen. Sein programmierter Schlagzeug-Rhythmus wird als „rollend“ wahrgenommen, während sein Gitarrenspiel, für die bespielten Genres ungewöhnlich, ausgeprägte Fuzz-Effekte nutzt und gelegentliches Akustikgitarrenspiel integriert. Sein Gesang variiert vom einfachen Sprechen und Flüstern zu tiefem Growling.

## Diskografie (Auswahl)
Mit Doomslut
- 2020: Dissonant Evil (Album, Jaibaná Records)
- 2022: The Choking Grip of Guilt (Album, Jaibaná Records)

Mit Lake of Depression
- 2020: Decadencia (Album, Jaibaná Records)
- 2021: Black Oceans (Album, Jaibaná Records)

Mit Lebzul
- 2000: The Silence Within (Album, Infernal World Productions)
- 2001: Bloodbath in Paradise (Album, Infernal World Productions, Re-Release: 2020, Jaibaná Records)
- 2005: Summoning the Inner Darkness (Doppel-Album, Infernal World Productions)

Mit Spirit of the Deep Waters
- 2003: Templos de Amanita (Demo, Selbstverlag, Re-Release: 2020, Jaibanà)
- 2005: Hyperdimensional Vortex (Demo, Selbstverlag, Re-Release: 2020, Jaibanà)